# Sam Lantinga
Sam Oscar Lantinga est un programmeur connu dans la communauté du logiciel libre, comme le créateur de la bibliothèque logicielle SDL. Il est l'un des principaux développeurs d'Executor (en), un logiciel propriétaire d'émulation Mac OS.
Ses activités de responsable en développement au sein de la société Loki Software (1998 à 2001) lui confèrent une certaine exposition médiatique. L'entreprise implémente sous GNU/Linux de nombreux jeux vidéo alors populaires. Un client World of Warcraft pour GNU/Linux est ainsi développé et des négociations sont entamées dans ce cadre avec la société Linux Game Publishing (en) jusqu'à ce que Blizzard annule le projet,. Aucune source ne confirme toutefois l'implication de Lantinga dans ce projet.
Loki Software déposera son bilan en 2002, soit un an après son départ pour la société Blizzard Entertainment dans laquelle il travaille comme ingénieur en développement de 2001 à 2011. Il fonde la société Galaxy Gameworks en 2008 dont les services tournent autour du projet Simple DirectMedia Layer . Il a ensuite démissionné de la société Blizzard pour passer plus de temps avec sa famille et développer son entreprise . La création d'un nouveau site web pour Galaxy Gameworks suscite en mars 2011 de nombreux témoignages auprès de la communauté des développeurs.